# Muzaffargarh
Muzaffargarh ou Muzaffar Garh (en ourdou : مظفر گڑھ) est une ville située dans la province du Pendjab au Pakistan. Elle est la capitale du district de Muzaffargarh.
La population de la ville a été multipliée par plus de huit entre 1972 et 2017, passant de 24 736 habitants à 209 604. Entre 1998 et 2017, la croissance annuelle moyenne s'affiche à 2,8 %, supérieure à la moyenne nationale de 2,4 %. En 2023, la population de la ville monte à 235 541 habitants.
|            | 1972 (rec.) | 1981 (rec.) | 1998 (rec.) | 2017 (rec.) | 2023 (rec.) |
| ---------- | ----------- | ----------- | ----------- | ----------- | ----------- |
| Population | 24 736      | 53 192      | 123 404     | 209 604     | 235 541     |